# Péninsule du Scorpion
Pour les articles homonymes, voir Guano (homonymie) et Île du Scorpion.
La péninsule du Scorpion (península del Alacrán), anciennement île du Guano ou île du Scorpion (isla del Guano ou isla del Alacrán) est une île de 49 369 m2 située à 460 m de la côte artificiellement transformée en péninsule à la suite de travaux réalisés en 1964-1965. Située sur la côte pacifique du Chili, la péninsule se trouve près du port de la ville d'Arica. Elle fut déclarée monument national le 13 décembre 1985 avec les restes de fortification.